# Schlacht bei Woyowoyanko
Die Schlacht bei Woyowoyanko (heutige Schreibung: Ouéyanko) vom 1. bis 12. April 1882 war eine militärische Konfrontation zwischen den Truppen Borgnis-Desbordes und einem Teil der Wassoulounké-Armee Samorys unter dem Kommando seines Bruders Keme-Bourema. Das erste Gefecht verlief siegreich für die Wassoulounké, in der zweiten Auseinandersetzung waren die Franzosen siegreich.

## Vorgeschichte
Im Vorfeld der Schlacht unterwarfen die Truppen Keme-Bouremas bislang unabhängige Mandé-Kafus (Dorfgemeinden) in der Umgebung des französischen Stützpunktes Bamako, zum einen, um weitere Truppen zu rekrutieren, zum anderen, um die Hilfsversprechen der Franzosen gegenüber den Kafu auszutesten. Durch das Schaffen eines Brückenkopfes auf der linken Nigerseite, die sich im traditionellen Territorium der Toucouleur befand und unweit des französischen Forts in Bamako sollten die Möglichkeiten der Expansion Wassoulous ausgetestet werden. Primäres Ziel der Kampfhandlungen war die Vernichtung der französischen Garnison in Bamako.

## Die Schlacht

### Stärke der Truppen
Die Truppen der Franzosen bestanden aus etwas mehr als 300 Soldaten, dazu gehörten Marineinfanteristen, Senegalschützen, ein Zug senegalesische Spahis und ein Artilleriezug. Die Wassoulounké verfügten über ungefähr 1.500 Kämpfer – 1.200 Infanteristen und 300 Kavalleristen.

### Aufstellung und Verlauf
Die Wassoulounké verschanzten sich zwischen Durchbruch des Flusses Woyowoyanko durch die Mandingoberge und dessen Mündung in den Niger, da die Franzosen nur parallel zum Niger vorrücken konnten. Die Kavallerie Samoris versuchte die Franzosen zu einem Ausfall zu verleiten, auch indem sie die Umgebung Bamakos brandschatzten.
Borgnis-Desbordes versuchte einen frontalen Ausfall auf die Befestigungen Kémé-Bouremas. Unter dem Feuer der Verteidiger, die die Flanken der Kolonne von den umliegenden Höhen beschossen, mussten die Franzosen sich zurückziehen, nur durch die Formierung eines „Karrees“ gelang es ihnen, ihre Verluste zu minimieren.
In den folgenden Tagen störte die Kavallerie der Wassoulounké die französischen Verteidiger, indem sie versuchte sie zum Munitionsverbrauch zu veranlassen. Borgnis-Desbordes verwirklichte in der Zwischenzeit eine Umfassung und nach Eintreffen zusätzlicher Truppen mit einem Zug Artillerie nahm er Keme-Bouremas Truppen in die Zange. Am 12. April 1881 erzielte Borgnis-Desbordes den Durchbruch und eroberte das Lager Kémé-Bouremas. Die Wassoulounké flohen nach Bankumana.

## Ergebnis und Einordnung
In diesem Zusammentreffen hatten beide Seiten bessere Kenntnis über den zukünftigen Gegner erlangt. Die Truppen Samoris konzentrierten sich auf Gebietsgewinne rechts des Niger, die Franzosen hatten freie Hand für ihre Aktionen in Richtung Norden gegen Amadu Tall. Dort gelingt Archinard 1890 die Einnahme Ségous und 1893 die Besetzung Djennés.